# El Gabal

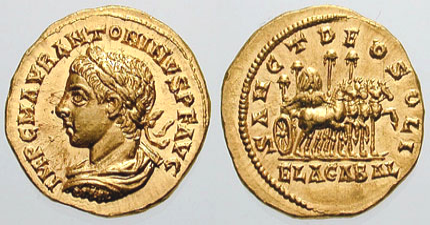
Moneta z czasów Heliogabala, przedstawiająca czterokonny zaprzęg wiozący kamień z Emesy z podpisem Sanct Deo Soli Elagabal (Świętemu Bogu Słońca Elagabalowi)

El Gabal (Elah Gabal, Pan Góry, grecki Heliogabal) – syryjski bóg słońca, lokalna forma kultu ogólnosemickiego Baala, czczony w Emesie. Jego kult za czasów cesarza Heliogabala był okresowo wprowadzony w Imperium Romanum.
W Emesie znajdowała się świątynia El Gabala, wedle relacji Herodiana niezwykle bogata. Bóstwu nie sporządzano żadnych podobizn, w świątyni znajdował się jednak otoczony wielką czcią czarny kamień, prawdopodobnie meteoryt (Herodian podaje iż spadł on z nieba).
W pierwszym roku swojego panowania cesarz Heliogabal, będący w dzieciństwie kapłanem El Gabala, sprowadził kult bóstwa do Rzymu. Nakazał w budynku senatu umieścić ponad posągiem Wiktorii obraz przedstawiający cesarza składającego ofiarę El Gabalowi, a także wymieniać imię nowego bóstwa przed rodzimymi bogami podczas składania publicznych ofiar. Następnie na Palatynie wybudowano ogromną świątynię o nazwie Elagabalium, w której umieszczono sprowadzony z Emesy czarny kamień. Świątynia stała się głównym centrum nowego kultu; sprowadzono do niej m.in. ogień Westy, tarcze Marsa czy kamień poświęcony Kybele. Codziennie rano cesarz składał El Gabalowi przed świątynią krwawe ofiary i przy wtórze bębenków oraz cymbałów odprawiał rytualny taniec w orszaku syryjskich dziewcząt. Drugą świątynię poświęconą nowemu bóstwu, również ogromnych rozmiarów, wybudowano w ogrodach Eskwilinu.
Kult El Gabala ze względu na swoje wschodnie pochodzenie był od początku niepopularny w Rzymie. Heliogabal nakazywał senatorom uczestniczenie w obrzędach. Co roku w połowie lata urządzano procesję ze świątyni na Palatynie do świątyni na Eskwilinie, podczas której czarny kamień przewożono na zaprzężonym w sześć białych koni powozie.
Ostateczne wzburzenie cesarz wzbudził, ogłaszając wyniesienie El Gabala nad Jowisza. Zaczął też poszukiwać oficjalnej żony dla bóstwa. Początkowo wybór padł na Atenę, potem jednak sprowadził jako żonę dla boga czczoną w Kartaginie boginię Uranię, wyprawiając w Rzymie huczną uroczystość zaślubin obu bóstw.
Po śmierci cesarza jego reformy religijne zostały zniesione, zaś czarny kamień odesłano z powrotem do Emesy. Krótkotrwały kult El Gabala w Rzymie wywarł jednak wpływ na późniejszy kult Sol Invictus.